# 諫早町
諫早町（いさはやちょう）は、長崎県北高来郡の中部にあった町。1940年（昭和15年）に周辺各村と合併し市制施行、諫早市となった。
現在の諫早市諫早地域のうち、中央地区にあたる。

## 地理
- 山：上山、御館山
- 河川：本明川、目代川、富川、湯野尾川、琴川、谷川、綿打川、東川内川、前内川、福田川、中山西川

## 沿革
地方自治体として発足した当初の諫早町域は、江戸時代は諫早市中と称され、町方と津方を合わせた商工地域を成していた。諫早市中は明治初年頃に「西町」「東町」「諫早津」「岡町」の3町1津に分割。その後明治11年に「諫早町」として再び1町に統合された。
- 1889年（明治22年）4月1日 - 町村制施行により、諫早町の全域と諫早村の一部（字大城戸）が合併し北高来郡諫早町が発足。町役場を甲字大城戸に設置。
  - 同日、諫早村のうち字大城戸を除く区域をもって諫早村が発足。
  - 同日、栄田村・下本明村・福田村が合併し北諫早村が発足。
- 1923年（大正12年）4月1日 - 諫早町・諫早村・北諫早村が合併し、改めて諫早町が発足[1]。町役場を旧諫早村の原口名字馬責馬場に移転。
- 1927年（昭和2年）7月1日 - 旧北諫早村の区域に設置されていた大字（栄田・下本明・福田）を廃止[2]。
- 1940年（昭和15年）9月1日 - 諫早町・小栗村・小野村・有喜村・真津山村・本野村・長田村が合併し市制施行。諫早市が発足し、諫早町は自治体として消滅。

## 地名
旧諫早町（諫早市中）
旧来の諫早町域は高来地域の各自治体に見られる名の行政区（地名）を設置していない。また、大字も存在しない。代わりに、明治初年頃にかつての諫早市中より分割され、明治11年に再び1町に統合された3町1津の地域（西町・東町・諫早津・岡町）を基に、それぞれ十干を当てて地名を表記する。
※表記例（西町の場合） → 諫早町甲
- 甲[3]
- 乙[4]
- 丙[5]
- 丁[6]

旧諫早村
大字は無し。旧村時代の名をそのまま引き継いでいる。
- 宇都名
- 仲沖名
- 原口名（はらぐち、はるぐち）
- 船越名

旧北諫早村
合併当初は旧村時代の大字を冠称した名を行政区域としていたが、1927年（昭和2年）に大字を廃止し、名のみの区域となった。その際に一部の名を改称している。
大字栄田
- 永昌名（えいしょう）
- 本村名 → 栄田名（えいだ）

大字下本明
- 本村名 → 本明名
- 目代名
- 輪内名（わうち）

大字福田
- 福田名（大字廃止時に新設。大字時代は名なし）

## 交通

### 鉄道
日本国有鉄道
- 長崎本線

（真津山村） - 諫早駅 - （長田村）
現在、旧村域には上記駅のほか、1990年（平成2年）より東諌早駅が旧長田村域から移設されている。
- 大村線

諫早駅 - （本野村）
島原鉄道
- 島原鉄道線

諫早駅 - 本諫早駅 - （小野村）
現在、旧村域には上記2駅のほか、2000年（平成12年）より幸駅が設置されている。

## 学校
- 諫早尋常高等小学校
- 諫早第一尋常小学校
- 諫早第二尋常小学校
- 長崎県立諫早中学校
- 長崎県立諫早高等女学校
- 長崎県立農学校
- 農会技術員養成所

## 名所・旧跡
- 諫早神社
- 諫早陣屋
- 眼鏡橋

## 施設
- 長崎刑務所
- 諫早警察署

## 出身・ゆかりのある人物
- 木原頼三（諫早銀行頭取）
- 鳥合幸徳（諫早無尽取締役社長）